# Wywołanie monety

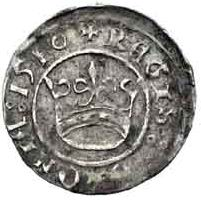
Półgrosz koronny. Awers.

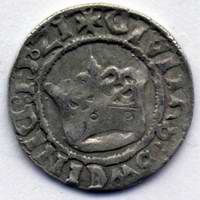
Półgrosz świdnicki. Awers.

Wywołanie monety – urzędowe zdelegalizowanie obiegu określonej monety na danym obszarze stosowane w średniowieczu i nowożytnej Europie.
Instytucja wywoływania monety wiązała się z panującymi stosunkami monetarnymi, które zasadniczo pozwalały na obieg wszystkich monet krajowych i zagranicznych na obszarze państwa. Zdarzały się przypadki bardziej lub mniej celowego bicia monety podobnej do monety sąsiedniego terytorium. Jeżeli moneta taka miała mniejszą zawartość kruszcu lub była lżejsza, powodowała zakłócenia stosunków monetarnych i ekonomicznych. 
Klasycznym przykładem takiego działania była produkcja półgroszy świdnickich w pierwszej połowie XVI wieku. W 1517 r. Ludwik II Jagiellończyk rozpoczął w Świdnicy emisję półgroszy nawiązujących do analogicznych monet polskich ale o około 10% lżejszych. Jedyna widoczna różnica pomiędzy monetami miała miejsce w legendzie, co w epoce powszechnego analfabetyzmu nie miało praktycznie znaczenia. Produkcja szybko przybrała ogromne rozmiary. Półgrosz świdnicki zaczął masowo napływać do Polski jako zapłata za polskie towary w intensywnym wówczas handlu ze Śląskiem. Spowodowało to obniżenie dochodów skarbu polskiego, inflację oraz podważenie zaufania do polskiej monety. Broniąc się przed tym Zygmunt I Stary wywołał półgrosz świdnicki, czyli zakazał jego używania na terenie Polski. Problemy ze świdnicką monetą stały się jedną z głównych przyczyn celno-handlowej wojny Rzeczypospolitej ze Śląskiem.
Zygmunt Stary dwukrotnie wywoływał także grosze bite przez Albrechta Hohenzollerna. 
Obserwujący perturbacje monetarne Polski, Mikołaj Kopernik wydał w 1526 r. dzieło Monetae cudendae ratio (O biciu monety), opisujące przyczyny i skutki psucia monety. Sformułował w nim tezę o wypieraniu monety dobrej przez gorszą, nazwaną później prawem Kopernika-Greshama.
|  |  |